# Почётные граждане Ишимбая
Почётный гражданин города Ишимбая — почётное звание, присуждаемое за особые заслуги жителям города Ишимбая и других городов.
Учреждено в 1972 году. Первыми почётное звание получили Валентин Дмитриевич Шашин, министр нефтяной промышленности СССР, Иван Тимофеевич Гришков, Ахнаф Аксанович Сайфуллин.

## Б
- Бабушкин, Василий Владимирович (01.02.1926 — 29.05.2013) — с 1970 по 1986 гг. — директор восьмилетней школы № 6 города Ишимбая. С 2001 года по 2013 год — директор Ишимбайского музея народного образования. Участник Великой Отечественной войны. Заслуженный учитель школы БАССР (1968). Награждён орденом «Отечественной войны 2-й степени», 14 медалями СССР и РФ.
- Байбаков, Николай Константинович (1911—2008) — внёс значительный вклад в развитие нефтедобычи в Башкортостане, в строительстве городов Ишимбая, Октябрьского и Белебея. С 1944 по 1955 гг. — нарком, министр нефтяной промышленности, СССР, председатель Госплана РСФСР (1957—1958), председатель Госплана СССР (1965—1985). Почетный работник газовой промышленности, Почётный разведчик недр, лауреат Ленинской премии, лауреат премии имени И. М. Губкина, Почетный член Академии естественных наук РФ. Награждён орденами Ленина, Октябрьской Революции, Трудового Красного Знамени, иностранными орденами, медалями СССР.
- Бежаев, Фёдор Сергеевич (1929—2008) — строитель. В тресте «Ишимбайжилстрой» прошёл трудовой путь от мастера до начальника строительного управления. За добросовестное отношение к труду и высокие производственные показатели неоднократно награждался Почетными грамотами Башкирского областного комитета Министерства промышленного строительства СССР, Министерства просвещения. Награждён медалями «За доблестный труд», «Ветеран труда», имеет нагрудные значки «Отличник социологического соревнования», «Отличник народного просвещения».

## Г
- Газизов, Юнир Фаизович (род. 07.08.1936) — трудовую деятельность начал в 1965 году в отделе капитального строительства ИЭС «Башкирэнерго», где проработал до ухода на заслуженный отдых в 1998 году. Был бессменным заместителем директора по строительству. «Заслуженный работник Министерства топлива и энергетики России», награждён медалью «Ветеран труда», почётными грамотами РЭУ «Башкирэнерго». После ухода на заслуженный отдых участвует в общественной жизни предприятия и города, более 10 лет возглавлял Совет ветеранов предприятия. Возглавляет Совет историко-краеведческого музея, общественной организации «Аллагуват».
- Генералов, Виктор Иванович (звание присвоено в 1999 году) (1932—2008) — с 1956 по 1959 годы работал оператором, мастером по добыче нефти и газа. С 1959 по 1962 годы — главный инженер СМУ НГДУ «Ишимбайнефть». Председатель профкома парткома НГДУ «Ишимбайнефть» (1962—1979). С 1979 по 1986 годы возглавлял НГДУ «Ишимбайнефть». С 1986 по 1996 годы работал начальником предприятия по добыче нефти в составе «Союзнефтеотдача». Заслуженный нефтяник БАССР. Награждён орденом «Знак Почёта» и медалями СССР, Почетной грамотой Президиума Верховного Совета БАССР, орденом Трудового Красного Знамени.
- Гришков, Иван Тимофеевич (звание присвоено в 1972 году) (02.06.1929) — с 1948 по 1986 годы работал буровым мастером районной инженерно-технологической службы № 1 Ишимбайского управления буровых работ. Принимал участие во внедрении передовой технологии бурения скважин, инициатор скоростной проходки скважин. Участник открытия нефтяных месторождений на юге Башкортостана. Заслуженный нефтяник БАССР. Награждён орденами Ленина, Трудового Красного Знамени, медалями СССР.

## Д
- Давлетшина, Гульсира Булатовна (звание присвоено в 1999 году) (24.10.1924) — с 1963 по 1984 годы — главный врач МСЧ НГДУ «Ишимбайнефть». Общий трудовой стаж работы в системе здравоохранения города Ишимбая — 60 лет. Заслуженный врач РСФСР, ветеран здравоохранения.
- Долинин, Александр Николаевич (звание присвоено в 1999 году) (20.10.1922) — с 1939 года начал работать электромонтером на Ишимбайских нефтепромыслах, позднее работал статистиком, сметчиком-нормировщиком и техником-нормировщиком треста «Башнефтегазстрой» на строительстве нефтеперерабатывающего завода. С 1963 по 1986 годы — управляющий трестом «Ишимбайгаз». Участник Великой Отечественной войны. Заслуженный работник жилищно-коммунального хозяйства БАССР. Награждён медалями «За отвагу», «За победу над Германией», орденами «Красной Звезды», Отечественной войны 2-й степени.

## Е
- Евсеев, Олег Васильевич (29.08.1927) — С 1965 по 1977 годы — председатель исполкома Ишимбайского районного Совета народных депутатов. С 1977 до выхода на заслуженный отдых — заведующий сельскохозяйственным отделом Ишимбайского горкома КПСС. Награждён орденом Трудового Красного Знамени, двумя орденами «Знак Почёта», медалями «За доблестный труд в Великой Отечественной войне 1941—1945 гг.», «Ветеран труда».

## Ж
- Жданов, Резяп Султанович (звание присвоено 21 августа 2000 года[3]) (22.03.1938) — с 1969 по 2000 годы — председатель колхоза «III Интернационал». Заслуженный работник сельского хозяйства БАССР. Отличник народного просвещения. Награждён орденом Трудового Красного Знамени.

## И
- Игнатьев, Владимир Леонтьевич (звание присвоено в 2008 году[4](11.08.1938) — краевед, учитель. Директор Ишимбайского историко-краеведческого музея. С 1973 по 2003 годы — учитель истории и обществоведения школы-интерната № 1, директор музея РКШИ. Заслуженный учитель Республики Башкортостан. Почётный краевед Республики Башкортостан. Отличник народного просвещения РСФСР.
- Исмагилов, Рашит Ахъямович (род. 11.02.1935) — с 1959 по 2000 гг. — учитель физической культуры средней образовательной школы № 16 г. Ишимбая. В 1959—1975 годы руководил методическим объединением учителей физической культуры г. Ишимбая, с 1978 по 1986 гг. возглавлял городской комитет по физической культуре и спорту, совмещая работу в СОШ № 16. Депутат Ишимбайского городского Совета народных депутатов 19-го Созыва. «Лучший работник физической культуры Башкирской АССР». Награждён знаками: «Отличник народного просвещения РСФСР», «За успехи в юбилейном спортивном смотре», «Победитель социалистического соревнования 1980 года», «50 лет комплексу ГТО», медалью «За доблестный труд».

## К
- Камалов, Талгат Абдрахманович (звание присвоено в 1999 году) (1925—2007) — нефтяник. С 1946 года начал трудовую деятельность в тресте «Ишимбайнефть». Работал помощником бурильщика, бурильщиком, мастером в цехе капитального ремонта скважин. Проработал в системе НГДУ «Ишимбайнефть» в общей сложности 48 лет. Участник Великой Отечественной войны. Награждён орденами Отечественной войны 1, 2 степени, Славы 3 степени, медалями Трудового Красного Знамени. Заслуженный нефтяник БАССР. Почётный нефтяник Министерства нефтяной и газовой промышленности.
- Капошко, Александр Иванович (звание присвоено 28 сентября 2007 года[5]) (15.01.1944) — с 1983 по 2005 годы директор Ишимбайского автотранспортного предприятия. Почётный автотранспортник. Почетный работник транспорта России. Заслуженный работник транспорта Республики Башкортостан. Отличник автомобильного перевоза сельхозпродуктов урожая 1984, 1985, 1986 годов. Награждён Почетными грамотами ПО «Баштрансуправление» и Министерства транспорта РФ.
- Куклева, Галина Алексеевна (звание присвоено в 1998 году) (22.11.1972) — олимпийская чемпионка 18-х Зимних олимпийских игр в Нагано (1998). Выпускница средней школы № 2 города Ишимбая.

## М
- Мулюков, Васим Касимович (звание присвоено в 2002 году) (3.01.1932) — с 1972 года до ухода на заслуженный отдых работал бригадиром комплексной бригады № 2 СПК «Маяк». Заслуженный работник сельского хозяйства Республики Башкортостан. Награждён орденом Ленина (1966).
- Мусин, Нугуман Сулейманович 17 июля 1931, деревня Кулгунино, Ишимбайский район, Башкирская АССР) — советский башкирский поэт, писатель. Народный писатель Башкортостана (2001 год). Заслуженный работник культуры БАССР (1981). Удостоен Республиканской премии имени Салавата Юлаева (1991).

## Н
- Никишенков, Михаил Кириллович (звание присвоено в 1999 году) (04.01.1929) — строитель. С 1973 по 1990 годы — управляющий трестом «Ишимбайжилстрой». Заслуженный строитель БАССР. Заслуженный строитель РФ. Награждён двумя орденами Трудового Красного Знамени. Также имеет звания почётного гражданина города Салавата и Гафурийского района.

## О
- Осколков, Константин Владимирович (звание присвоено в 1999 году) (8 мая 1923, Алтайский край — 18 июля 2013, г. Ишимбай) — российский инженер-конструктор. Автор идеи и главный конструктор двухзвенных транспортёров семейства «Витязь», всего 6 модификаций. В серию входят ДТ-10 «Витязь», ДТ-30 «Витязь», ДТ-30ПМНЖ-Т, которые эксплуатируются в условиях Севера, Западной Сибири, Арктики и Антарктиды. С 1981 по 1986 годы — главный конструктор Ишимбайского завода транспортного машиностроения. Участник Великой Отечественной войны. Заслуженный машиностроитель БАССР. Заслуженный машиностроитель Башкирии (1988). Награждён орденами Красной Звезды, Отечественной войны I степени, Ленина (1981), Октябрьской Революции (1971); медалями, в том числе «За освоение целинных и залежных земель», золотой и бронзовой медалями ВДНХ.

## П
- Петров, Анатолий Васильевич (звание присвоено 20 декабря 2000 года[3]) (23 сентября 1927—2010) — с 1976 по 1989 годы — управляющий Райсельхозтехники. Отличник системы сельхозтехники. Заслуженный рационализатор Союза сельхозтехники. Заслуженный работник сельского хозяйства БАССР.
- Поляков, Владимир Николаевич (звание присвоено в 1999 году) (5 марта 1930 — 27 октября 2007) — с 1954 по 1957 годы работал первым секретарём Ишимбайского горкома ВЛКСМ. С 1965 по 1986 годы — председатель исполкома Ишимбайского городского Совета. Один из авторов книги «Чудесный клад» о г. Ишимбае. Внёс значительный вклад в развитие города Ишимбая. При В. Н. Полякове в г. Ишимбае введены в строй Ишимбайская трикотажная фабрика, три крупных машиностроительных предприятия — Ишимбайский экспериментально-механический завод, Ишимбайский завод нефтепромыслового оборудования и Ишимбайский завод транспортного машиностроения, реконструирована Ишимбайская чулочная фабрика, открыты службы быта и коммунального хозяйства, что создало тысячи рабочих мест[6]. Открыты больницы и поликлиники, школы и детские сады, построены жилые дома. Большое внимание уделялось озеленению города, были открыты парки и скверы. Наряду с Акрамовым и Ахуньяновым основал сквер им. 60-летия ВЛКСМ, находящийся на улице Стахановской, где до недавнего времени стоял памятник Мажиту Гафури. При его руководстве создан лесопарк за рекой Тайрук, возле микрорайона Смакаево лично высаживал деревца[7]. Награждён орденами «Знак Почета», Трудового Красного Знамени и медалями СССР.

## С
- Савельев, Владимир Иванович (звание присвоено в 1999 году) (08.06.1933 — 31.03.2019) — машиностроитель. С 1977 по 1995 годы — генеральный директор Ишимбайского завода транспортного машиностроения. Заслуженный машиностроитель Республики Башкортостан и Российской Федерации. Лауреат Государственной премии Российской Федерации. Награждён двумя орденами Трудового Красного Знамени, орденом «Знак Почёта», медалями «За доблестный труд в Великой Отечественной войне 1941—1945 гг.», «За трудовую доблесть».
- Сайранова, Сарвар Файзрахмановна (звание присвоено в 1999 году) (1918—2006) — актриса. С 1948 года до ухода на заслуженный отдых возглавляла Башкирский народный театр Дворца культуры нефтяников им. С. М. Кирова. Заслуженный артист БАССР. Награждена орденом «Знак Почёта».
- Сайфуллин, Ахнаф Агдамович (звание присвоено в 1972 году (1925—1989) — нефтяник. С 1941 по 1984 годы работал оператором по добыче нефти и газа, мастер, помощник начальника участка нефтепромысла, оператор ПРС, мастер ПРС НГДУ «Ишимбайнефть». Заслуженный нефтяник БАССР. Награждён орденом Октябрьской революции, медалями СССР.
- Сафин, Фаик Газизьянович (звание присвоено в 2001 году) (16.11.1929) — врач. С 1957 по 1994 годы главный врач Ишимбайского противотуберкулёзного диспансера. Заслуженный врач Республики Башкортостан и Российской Федерации. Отличник здравоохранения СССР.
- Серова, Раиса Семёновна (звание присвоено в 2002 году) (26.03.1940) — работник торговли. В 1975 году окончила Московский институт советской торговли. С 1980 года по настоящее время работает директором ЗАО «Общепит». Заслуженный работник торговли БАССР. Отличник советской торговли. Награждена орденом «Знак Почёта».
- Султанова, Марьям Газизрахмановна (звание присвоено в 2008 году[4]) (10.04.1938) — артист, педагог. С 1975 по 1993 годы — руководитель народного академического хора Дворца культуры нефтяников им. С. М. Кирова. Заслуженный работник культуры Республики Башкортостан и Российской Федерации. Награждена Почётными грамотами и благодарственными письмами Министерства культуры Республики Башкортостан и Российской Федерации, знаком отличия Республики Башкортостан «За самоотверженный труд в Республике Башкортостан».

## Т
- Тимонин, Владимир Федорович (звание присвоено 21 августа 2000 года[3]) (1918—2004) — журналист. Работал редактором районной газеты «Вперёд», секретарём Макаровского РК КПСС, председателем колхоза имени Ленина. С 1963 года до выхода на заслуженный отдых работал директором Петровского СПТУ № 21. Участник Великой Отечественной войны. Награждён орденами «Красной Звезды», «Отечественной войны», медалями «За победу над Германией», «За победу над Японией», «За освоение целинных земель» и другие.

## Х
- Хайбуллин, Минигалим Хисамович (звание присвоено в 2000 году) (12.02.1920) — с 1965 по 1976 годы работал председателем колхоза «Коммунар». С 1976 по 1989 годы — председатель колхоза «Коммунизм» Ишимбайского района. Заслуженный работник сельского хозяйства БАССР. Награждён орденом Ленина, двумя орденами Трудового Красного Знамени, орденами «Знак Почёта», «Дружбы народов» и медалями.
- Хамидуллин, Аксан Абдурахманович (1928—2000) — нефтяник. Работал бурильщиком капитального и подземного ремонта скважин НГДУ «Ишимбайнефть» с 1952 по 1985 годы. Принимал активное участие в разработке и внедрении технологии забуривания вторых стволов на Казанковском, Введенском месторождениях. Награждён орденами Ленина, «Знак Почета» и медалями СССР.
- Хисматуллин, Хайдар Гадиевич (звание присвоено в 2002 году) (18.11.1930) — с 1955 по 1994 годы работал мастером, старшим мастером ремонтно-механического цеха НГДУ «Ишимбайнефть». Наставник молодёжи, рационализатор. Заслуженный нефтяник Республики Башкортостан. Награждён орденом «Знак Почёта», медалями СССР.

## Ш
- Шагиев, Марс Хзырович (род. 05.10.1946) — работал в колхозе «Ударник» старшим ветеринарным врачом, организовал на фермах машинную дойку и механизированную навозоудаления. Являлся председателем исполкома Ишимбайского райсовета. Заслуженный работник сельского хозяйства Республики Башкортостан. Награждён Орденом «Знак Почёта», медалью «За трудовое отличие», Почётной грамотой Республики Башкортостан. После ухода на заслуженный отдых принимает участие в жизни родного с. Кинзебулатово. Под его руководством и спонсорской помощи построена мечеть с. Кинзебулатово в 2009 году.
- Шашин, Валентин Дмитриевич (звание присвоено в 1972 году) (16 июня 1916, г. Баку — 22 марта 1977, г. Москва) — советский государственный деятель, министр нефтяной промышленности СССР (1965—1977). Окончил Стерлитамакский нефтяной техникум (1935), Московский нефтяной институт (1943). Работал буровым мастером (1936—1938), главным инженером, директором Стерлитамакской ГПК (1944—1947). Награждён четырьмя орденами Ленина, Трудового Красного Знамени и медалями СССР.
- Шимановский, Шевель Наумович (звание присвоено в 1999 году) (1917—2005) — нефтяник. Работал мастером по добыче нефти, старшим инженером отдела, главным инженером промысла треста «Ишимбайнефть» (1943—1952), начальником НГДУ «Ишимбайнефть» (1952—1979). Внёс большой вклад в развитие нефтедобычи в Башкортостане. Много сделал для развития города Ишимбая. Заслуженный нефтяник БАССР. Почётный нефтяник отрасли. Награждён орденом Трудового Красного Знамени, медалями СССР.

## Ю
- Юмагузин, Халиль Мугаттарович (15.04.1937 — 2012) — с 1974 года до выхода на заслуженный отдых работал в исполкоме райсовета на должности заместителя председателя исполкома райсовета, заведующего отделом культуры. Возглавлял Совет ветеранов войны, труда, Вооруженных сил и правоохранительных органов г. Ишимбая и Ишимбайского района[8][9]. Заслуженный работник культуры БАССР. Отличник народного просвещения РСФСР. Награждён медалями СССР и Всероссийских общественных организаций. Внешкор нескольких газет (Ссылка на статью (недоступная ссылка))[10].